# Квинби (Вирџинија)
Квинби (енгл. Quinby) насељено је место без административног статуса у америчкој савезној држави Вирџинија.

## Демографија
По попису из 2010. године број становника је 282.
| Група             | 2000.    | 2010.       |
| Белци             | 0 (0,0%) | 250 (88,7%) |
| Афроамериканци    | 0 (0,0%) | 20 (7,1%)   |
| Азијати           | 0 (0,0%) | 0 (0,0%)    |
| Хиспаноамериканци | 0 (0,0%) | 9 (3,2%)    |
| Укупно            | 0        | 282         |